# Ernst Julius Gurlt
Ernst Julius Gurlt (Berlin, 1825. szeptember 13. – Berlin, 1899. január 9.) német sebész, Ernst Friedrich Gurlt fia.

## Élete
Tanulmányai végeztével 1853-ban magántanár lett, 1852-től 1856-ig Lagenbeck asszisztense volt, 1862-ben a berlini egyetemre a sebészet rendkívüli tanárává nevezték ki. Az 1848-71-es háborúkban mint katonaorvos vett részt. Számos műve jelent meg, ezeken kívül orvosi lapokat is szerkesztett.

## Művei
- Beiträge zur vergleichenden pathologischen Anatomie der Gelenkkrankheiten (Berlin, 1853)
- Ueber einige durch Erkrankung der gelenkverbindungen verarsachte Missgestaltungen des menschlichen Beckens (uo. 1854)
- Über Cystengeschwülste des Halses (uo. 1855)
- Über den Transport Schwerverwundeter und Kranker im Kriege (uo. 1859)
- Handbuch de Lehre von den Knochenbrüchen (uo. 1860-65)
- Leitfaden für Operationsübungen am Kadaver (uo. 1862, 7. kiad. 1889)
- Abbildungen zur Krankenpflege im Felde (uo. 1868)
- Zur Geschichte der internatiolaneln und freiwilligen Krankenpflege im Kriege (Lipcse, 1873)
- Die Kriegs-Chirurgie der letzten 150 Jahre in Preussen (Berlin, 1875)
- Die Gelenkresektionen nach Schussverletzungen (uo. 1879)

### Magyarul megjelent
- Utmutatás sebészi műtétek gyakorlására és alkalmazására. Ford. Varró Indár (Budapest, 1880)